# DSW Heavyweight Championship
El Deep South Heavyweight Championship fue un campeonato de lucha libre profesional, el de mayor importancia de la empresa Deep South Wrestling. Cuando el título fue creado, se le otorgó a Mike Mizanin por vencer en un torneo de 14 participantes. El título quedó vacante el 18 de abril de 2007 cuando la WWE terminó su contrato con la DSW. El 12 de julio de 2007 en un segundo torneo se nombró al nuevo campeón, quien fue Austin Creed.

## Torneo por el título
El torneo se inició el 23 de noviembre de 2005, durando 2 semanas y acabando con la semifinal y la final el 1 de diciembre de 2005. 

### Desarrollo
|  | Primera ronda            | Primera ronda | Primera ronda   |  |  | Semifinales | Semifinales  | Semifinales |  |  | Final | Final | Final |  |
|  |                          |               |                 |  |  |             |              |             |  |  |       |       |       |  |
|  |                          |               |                 |  |  |             |              |             |  |  |       |       |       |  |
|  | Mike Mizanin             |               |                 |  |  |             |              |             |  |  |       |       |       |  |
|  |                          |               |                 |  |  |             |              |             |  |  |       |       |       |  |
|  | Eric Pérez               |               |                 |  |  |             |              |             |  |  |       |       |       |  |
|  |                          | Mike Mizanin  |                 |  |  |             |              |             |  |  |       |       |       |  |
|  |                          |               |                 |  |  |             |              |             |  |  |       |       |       |  |
|  |                          |               | Kid Kash†       |  |  |             |              |             |  |  |       |       |       |  |
|  | Mac Daddy Johnson        |               |                 |  |  |             |              |             |  |  |       |       |       |  |
|  |                          |               |                 |  |  |             |              |             |  |  |       |       |       |  |
|  | "Silverback" Ryan Reeves |               |                 |  |  |             |              |             |  |  |       |       |       |  |
|  |                          |               |                 |  |  |             | Mike Mizanin |             |  |  |       |       |       |  |
|  |                          |               |                 |  |  |             |              |             |  |  |       |       |       |  |
|  |                          |               | Mike Knox       |  |  |             |              |             |  |  |       |       |       |  |
|  | Mike Knox                |               |                 |  |  |             |              |             |  |  |       |       |       |  |
|  |                          |               |                 |  |  |             |              |             |  |  |       |       |       |  |
|  | Mike Taylor              |               |                 |  |  |             |              |             |  |  |       |       |       |  |
|  |                          | Mike Knox     |                 |  |  |             |              |             |  |  |       |       |       |  |
|  |                          |               |                 |  |  |             |              |             |  |  |       |       |       |  |
|  |                          |               | Tony Santorelli |  |  |             |              |             |  |  |       |       |       |  |
|  | Tony Santorelli          |               |                 |  |  |             |              |             |  |  |       |       |       |  |
|  |                          |               |                 |  |  |             |              |             |  |  |       |       |       |  |
|  | Palmer Cannon            |               |                 |  |  |             |              |             |  |  |       |       |       |  |
|  |                          |               |                 |  |  |             |              |             |  |  |       |       |       |  |
|  |                          |               |                 |  |  |             |              |             |  |  |       |       |       |  |

## Tras la WWE
El título quedó vacante después de que la WWE terminara su contrato con la DSW en marzo de 2007, por lo que se organizó otro torneo para determinar al campeón.

### Desarrollo
|  | Primera ronda       | Primera ronda | Primera ronda       |  |  | Semifinales | Semifinales  | Semifinales |  |  | Final | Final | Final |  |
|  |                     |               |                     |  |  |             |              |             |  |  |       |       |       |  |
|  |                     |               |                     |  |  |             |              |             |  |  |       |       |       |  |
|  | Austin Creed        |               |                     |  |  |             |              |             |  |  |       |       |       |  |
|  |                     |               |                     |  |  |             |              |             |  |  |       |       |       |  |
|  | Simon Sermon        |               |                     |  |  |             |              |             |  |  |       |       |       |  |
|  |                     | Austin Creed  |                     |  |  |             |              |             |  |  |       |       |       |  |
|  |                     |               |                     |  |  |             |              |             |  |  |       |       |       |  |
|  |                     |               | Alexander the Great |  |  |             |              |             |  |  |       |       |       |  |
|  | Alexander the Great |               |                     |  |  |             |              |             |  |  |       |       |       |  |
|  |                     |               |                     |  |  |             |              |             |  |  |       |       |       |  |
|  | Salvatore Rinauro   |               |                     |  |  |             |              |             |  |  |       |       |       |  |
|  |                     |               |                     |  |  |             | Austin Creed |             |  |  |       |       |       |  |
|  |                     |               |                     |  |  |             |              |             |  |  |       |       |       |  |
|  |                     |               | Murder One          |  |  |             |              |             |  |  |       |       |       |  |
|  | Murder One          |               |                     |  |  |             |              |             |  |  |       |       |       |  |
|  |                     |               |                     |  |  |             |              |             |  |  |       |       |       |  |
|  | J-Rod               |               |                     |  |  |             |              |             |  |  |       |       |       |  |
|  |                     | Murder One    |                     |  |  |             |              |             |  |  |       |       |       |  |
|  |                     |               |                     |  |  |             |              |             |  |  |       |       |       |  |
|  |                     |               | Rick Michaels       |  |  |             |              |             |  |  |       |       |       |  |
|  | Rick Michaels       |               |                     |  |  |             |              |             |  |  |       |       |       |  |
|  |                     |               |                     |  |  |             |              |             |  |  |       |       |       |  |
|  | Pretty Boy Floyd    |               |                     |  |  |             |              |             |  |  |       |       |       |  |
|  |                     |               |                     |  |  |             |              |             |  |  |       |       |       |  |
|  |                     |               |                     |  |  |             |              |             |  |  |       |       |       |  |

## Lista de campeones
| Luchador:           | Reinado N.º: | Derrotó a:                        | Fecha:                  | Lugar:                |
| ------------------- | ------------ | --------------------------------- | ----------------------- | --------------------- |
| Mike Mizanin        | 1            | Mike Knox                         | 1 de diciembre de 2005  | McDonough, Georgia    |
| Derek Neikirk       | 1            | Mike Mizanin                      | 22 de diciembre de 2005 | McDonough, Georgia    |
| Roughhouse O'Reilly | 1            | Derek Neikirk                     | 22 de junio de 2006     | McDonough, Georgia    |
| Bradley Jay         | 1            | Roughhouse O'Reilly               | 7 de septiembre de 2006 | McDonough, Georgia    |
| Vito                | 1            | Bradley Jay y Rouhhouse O'Reilly  | 25 de enero de 2007     | McDonough, Georgia    |
| Bradley Jay         | 2            | Vito                              | 22 de febrero de 2007   | McDonough, Georgia    |
| Roughhouse O'Reilly | 2            | Bradley Jay                       | 1 de marzo de 2007      | McDonough, Georgia    |
| Bradley Jay         | 3            | Roughhouse O'Reilly               | 8 de marzo de 2007      | McDonough, Georgia    |
| Vacante             | N/A          | Por acabar el contrato con la WWE | 15 de marzo de 2007     | N/A                   |
| Austin Creed        | 1            | Murder One                        | 12 de julio de 2007     | Locust Grove, Georgia |
| Desactivado         | N/A          | Por el cierre de la empresa       | 11 de octubre de 2007   | N/A                   |

## Reinados más largos
| Luchador            | Días | Fecha en que ganó       | Fecha en que perdió     | Notas             |
| ------------------- | ---- | ----------------------- | ----------------------- | ----------------- |
| Derek Neikirk       | 183  | 22 de junio de 2006     | 7 de septiembre de 2006 | Su primer reinado |
| Bradley Jay         | 140  | 7 de septiembre de 2006 | 25 de enero de 2007     | Su primer reinado |
| Austin Creed        | 91   | 12 de julio de 2007     | 11 de octubre de 2007   | Su primer reinado |
| Roughhouse O'Reilly | 77   | 22 de junio de 2006     | 7 de septiembre de 2006 | Su primer reinado |
| Bradley Jay         | 41   | 8 de marzo de 2007      | 18 de abril de 2007     | Su tercer reinado |

## Mayor cantidad de reinados
- 3 veces: Bradley Jay
- 2 veces: Roughhouse O'Reilly

## Datos interesantes
- Reinado más largo: Derek Neikirk, 183 días
- Reinado más corto: Roughhouse O'Reilly(2) y Bradley Jay, 7 días
- Campeón más viejo: Vito, 43 años.
- Campeón más joven: Austin Creed, 21 años.
- Campeón más pesado: Roughhouse O'Reilly, 130 kg (286 lb).
- Campeón más liviano: Austin Creed, 92 kg (202 lb).